# Trans (Grisones)
Trans (Traun en romanche) fue una comuna suiza del cantón de los Grisones, ubicada en la región de Viamala. Limita al norte con la comuna de Scheid, al este con Churwalden, al sur con Almens y Paspels, y al oeste con Paspels y Tumegl/Tomils. En la actualidad forma parte de la comuna de Domleschg.
- Datos: Q660168
- Multimedia: Trans, Switzerland / Q660168